# 中國電子集團
中國電子集團控股有限公司，簡稱中國電子集團控股，以及中國電子集團（英語：China Electronics Corporation Holdings Company Limited，港交所：0085），在2004年9月28日，從運盛（中國）投資集團有限公司更名而來，也就是由中国电子信息产业集团有限公司收購開始，現時主要業務涉及集成电路芯片的设计、系统研发和销售。
現時主要產品智能卡、无线通信、数字多媒体等。董事長為芮曉武，總裁為范卿午。總部位於香港灣仔港灣道26號華潤大廈34樓3403室。

## 連結
- CECHolding.com